# Tijmen Graat
Tijmen Graat, né le 10 janvier 2003, est un coureur cycliste néerlandais.

## Biographie
Tijmen Graat pratique le vélo en compétition depuis 2019 après avoir débuté par le football, sport qu'il a du interrompre en raison d'une blessure à la cheville. En 2021, il termine 14e des Trois Jours d'Axel. Il rejoint l'année suivante pour trois ans la formation Jumbo-Visma Development, équipe de réserve de la Jumbo-Visma. Il se distingue sur le circuit UCI en prennant la 13e place du Tour de Haute-Autriche et la 15e sur le Tour Alsace. En 2023, il remporte le classement général de l'Istrian Spring Trophy en Croatie grâce à un succès en solitaire au sommet du village de Motovun lors de la deuxième étape. Le mois suivant, il s'impose en catégorie espoir sur le Gran Premio Palio del Recioto en Italie.
Jumbo-Visma annonce en mai 2023 l'intégration de Graat dans son équipe première en 2025 avec un contrat portant sur trois saisons.

## Palmarès
- 2022
  - 2e étape de la Ronde de l'Isard (contre-la-montre par équipe)
- 2023
  - Istrian Spring Trophy :
    - Classement général
    - 2e étape

  - Gran Premio Palio del Recioto
  - 2e de la Coppa Città di San Daniele
- 2024
  - 3e du Tour de l'Avenir
  - 3e du Circuit des Ardennes

## Classements mondiaux
| Année                                 | 2022  | 2023 |
| ------------------------------------- | ----- | ---- |
| Classement mondial                    | 3111e | 396e |
| UCI Europe Tour                       | 1839e | nc   |
|                                       |       |      |
| Légende : nc = non classéSource : UCI |       |      |